# Macrozamia communis
Macrozamia communis L.A.S.Johnson, 1959 è una pianta appartenente alla famiglia delle Zamiaceae, endemica dell'Australia, ove è nota con il nome di burrawang.

## Descrizione

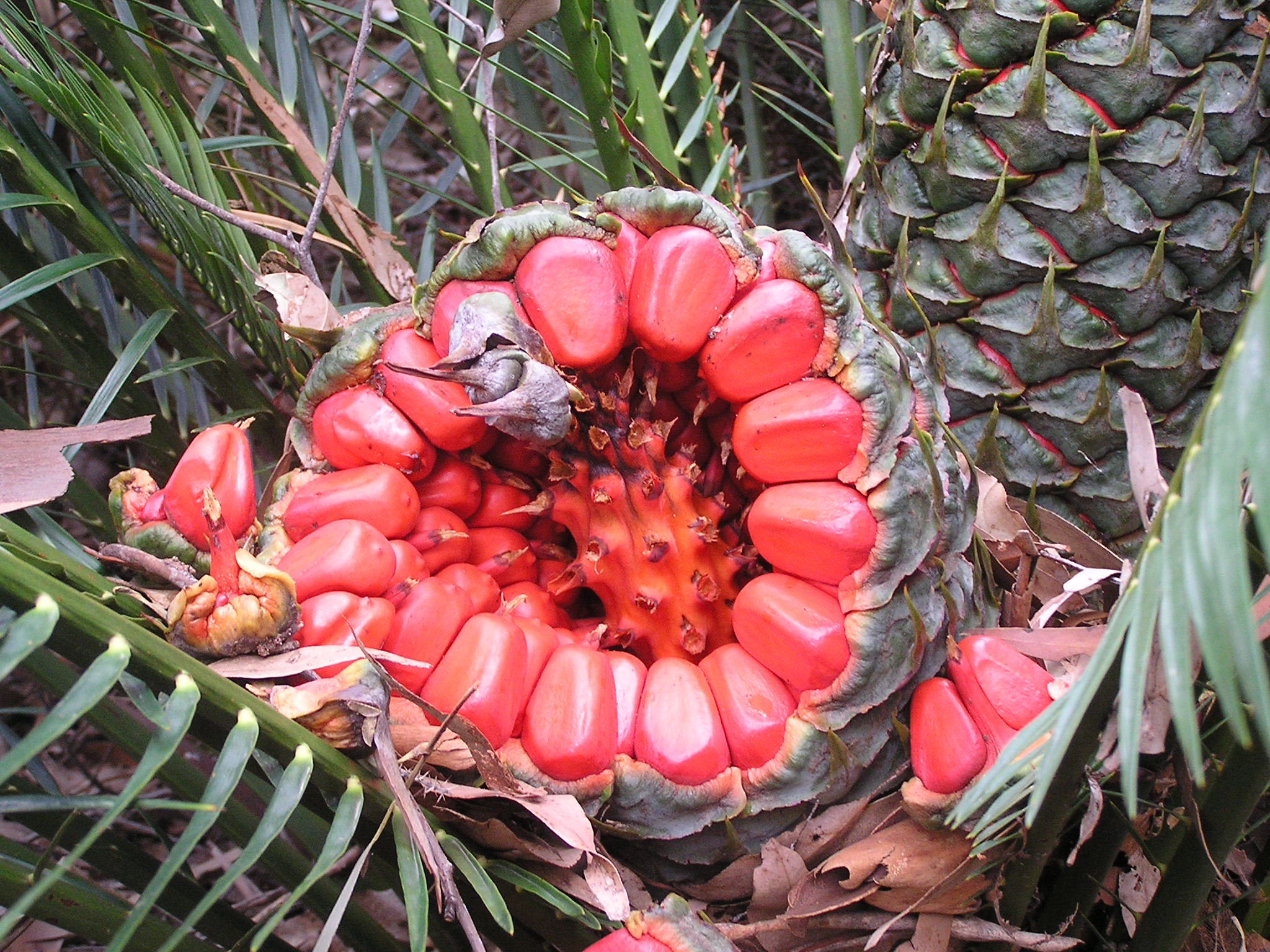
Cono femminile a maturità.

È una cicade con fusto eretto o parzialmente sotterraneo, alto sino a 1-2 m e con diametro di 30-60 cm.
Le foglie, pennate, lunghe 70-200 cm, sono disposte a corona all'apice del fusto e sono rette da un picciolo lungo 12-40 cm.
È una specie dioica, con esemplari maschili che presentano da 1 a 10 strobili apicali cilindrici, lunghi 20-45 cm e larghi 8-12 cm, con microsporofilli dall'apice spinoso, ed esemplari femminili che portano da 1 a 6 coni, lunghi 20-45 cm e larghi 10-20 cm, formati da macrosporofilli armati di spine, che contengono numerosi semi grossolanamente ovoidali, lunghi 30-35 mm, ricoperti da un tegumento di colore rosso vermiglio.

## Distribuzione e habitat
L'areale di questa specie si estende lungo le aree costiere orientali del Nuovo Galles del Sud (Australia).
Forma popolazioni relativamente numerose crescendo nelle foreste sclerofille costiere, su suoli sabbiosi o rocciosi, dal livello del mare sino a 300 m di altitudine.

## Conservazione
La IUCN Red List classifica M. communis come specie a rischio minimo (Least Concern).

La specie è inserita nella Appendice I della Convention on International Trade of Endangered Species (CITES).